# Hydrans huvud
Hydrans huvud är en roman av den mexikanske författaren Carlos Fuentes utgiven 1978.
Romanen är en thriller och agentroman som handlar om spelet kring Mexikos oljerikedomar. Handlingen börjar med att huvudpersonen Félix Maldonado, tjänsteman i ett mexikanskt verk, vaknar till mardrömmen att han blivit utsatt för en ansiktsoperation och att någon med hans namn avrättats för mordförsök på presidenten. Under sin nya identitet försöker han finna svaret på vad han blivit indragen i.